# Wayne Chapman
Wayne G. Chapman (Owensboro, Kentucky, 15 de junio de 1945) es un exjugador y exentrenador de baloncesto estadounidense que disputó cuatro temporadas en la ABA. Con 1,98 metros de estatura, jugaba en la posición de alero. Como entrenador dirigió durante cinco temporadas a la Universidad Kentucky Wesleyan de la División II de la NCAA. Es el padre del que fuera jugador de la NBA Rex Chapman.

## Trayectoria deportiva

### Universidad
Jugó tres temporadas con los Hilltoppers de la Universidad de Kentucky Occidental, siendo incluido en sus dos últimas temporadas en el mejor quinteto de la Ohio Valley Conference, tras promediar 15,4 puntos y 6,5 rebotes y 20,8 y 8,5 por partido, respectivamente, siendo además elegido en 1968 Jugador del Año de la OVC.

### Profesional
Fue elegido en el puesto 110 del Draft de la NBA de 1968 por Baltimore Bullets, y también en la segunda ronda del draft de la ABA por los Kentucky Colonels, con los que firmó un contrato por dos temporadas. Actuó como suplente de Sam Smith en ambas temporadas, teniendo más minutos en la segunda de ellas, en la que promedió 8,1 puntos y 3,1 rebotes por partido.
En 1970 fichó por los Denver Rockets, donde jugó sus mejores partidos como profesional, promediando 10,0 puntos y 3,0 rebotes por partido, hasta que el 1 de febrero de 1971 fuera traspasado junto con Don Sidle a los Indiana Pacers a cambio de John Barnhill, Art Becker, una futura ronda del draft y dinero. En los Pacers acabó la temporada y jugó siete partidos de la siguiente, hasta que fue despedido, abandonando el baloncesto como jugador.

### Entrenador
Nada más dejar su carrera como jugador, dirigió como entrenador varios años a equipos de high school, hasta que en 1980 entró a formar parte del equipo de asistentes en la Universidad Kentucky Wesleyan, haciéndose cargo como entrenador principal en 1985, manteniéndose cinco años en el cargo, en el que ganó 128 partidos, perdiendo únicamente 29.

## Estadísticas de su carrera en la ABA

### Temporada regular
| Temporada | Edad | Equipo            | Liga | Pos. | P   | TIT | MIN  | TC  | TCA  | %TC  | 3P  | 3PA | %3P  | 2P  | 2PA | %2P  | TL  | TLA | %TL  | R.OF. | R.DEF. | REB | ASIS | ROB | TAP | PER | FP  | PTS  |
| 1968-69   | 23   | Kentucky Colonels | ABA  | SF   | 48  |     | 9.5  | 1.4 | 4.2  | .337 | 0.1 | 0.3 | .308 | 1.3 | 3.9 | .339 | 1.1 | 1.5 | .750 | 0.6   | 0.9    | 1.5 | 0.8  |     |     | 0.8 | 2.0 | 4.0  |
| 1969-70   | 24   | Kentucky Colonels | ABA  | SF   | 82  |     | 18.5 | 3.2 | 8.0  | .399 | 0.1 | 0.5 | .216 | 3.1 | 7.5 | .410 | 1.6 | 2.5 | .657 | 1.2   | 1.8    | 3.1 | 1.7  |     |     | 1.6 | 3.0 | 8.1  |
| 1970-71   | 25   | TOTAL             | ABA  | SF   | 69  |     | 18.0 | 3.1 | 8.1  | .381 | 0.2 | 0.8 | .263 | 2.9 | 7.3 | .394 | 1.6 | 2.3 | .715 | 0.8   | 1.7    | 2.5 | 1.9  |     |     | 1.7 | 2.3 | 8.1  |
| 1970-71   | 25   | Denver Rockets    | ABA  | SF   | 47  |     | 22.3 | 3.9 | 10.3 | .380 | 0.2 | 1.0 | .229 | 3.7 | 9.3 | .397 | 1.9 | 2.7 | .690 | 0.9   | 2.1    | 3.0 | 2.3  |     |     | 2.1 | 2.7 | 10.0 |
| 1970-71   | 25   | Indiana Pacers    | ABA  | SF   | 22  |     | 8.7  | 1.4 | 3.5  | .385 | 0.2 | 0.4 | .444 | 1.2 | 3.1 | .377 | 1.1 | 1.3 | .828 | 0.5   | 0.9    | 1.4 | 1.0  |     |     | 0.7 | 1.4 | 4.0  |
| 1971-72   | 26   | Indiana Pacers    | ABA  | SF   | 7   |     | 10.9 | 1.0 | 2.6  | .389 | 0.1 | 0.3 | .500 | 0.9 | 2.3 | .375 | 0.4 | 0.9 | .500 | 0.3   | 0.4    | 0.7 | 1.6  |     |     | 0.9 | 1.4 | 2.6  |
| Total     |      |                   | ABA  |      | 206 |     | 16.0 | 2.7 | 7.0  | .383 | 0.1 | 0.5 | .257 | 2.5 | 6.4 | .393 | 1.5 | 2.1 | .691 | 0.9   | 1.5    | 2.5 | 1.5  |     |     | 1.4 | 2.5 | 7.0  |

### Playoffs
| Temporada | Edad | Equipo            | Liga | Pos. | P  | TIT | MIN  | TC  | TCA | %TC  | 3P  | 3PA | %3P  | 2P  | 2PA | %2P  | TL  | TLA | %TL  | R.OF. | R.DEF. | REB | ASIS | ROB | TAP | PER | FP  | PTS  |
| 1968-69   | 23   | Kentucky Colonels | ABA  | SF   | 5  |     | 5.8  | 0.6 | 1.6 | .375 | 0.0 | 0.0 |      | 0.6 | 1.6 | .375 | 0.2 | 0.4 | .500 |       |        | 0.8 | 0.4  |     |     | 0.0 | 2.6 | 1.4  |
| 1969-70   | 24   | Kentucky Colonels | ABA  | SF   | 10 |     | 14.8 | 3.7 | 7.5 | .493 | 0.1 | 0.6 | .167 | 3.6 | 6.9 | .522 | 2.7 | 3.6 | .750 |       |        | 2.2 | 1.2  |     |     | 1.1 | 2.4 | 10.2 |
| 1970-71   | 25   | Indiana Pacers    | ABA  | SF   | 5  |     | 4.2  | 1.2 | 2.0 | .600 | 0.2 | 0.6 | .333 | 1.0 | 1.4 | .714 | 0.8 | 1.2 | .667 | 0.8   | 0.6    | 1.4 | 0.4  |     |     | 0.4 | 0.6 | 3.4  |
| Total     |      |                   | ABA  |      | 20 |     | 9.9  | 2.3 | 4.7 | .495 | 0.1 | 0.5 | .222 | 2.2 | 4.2 | .524 | 1.6 | 2.2 | .727 | 0.8   | 0.6    | 1.7 | 0.8  |     |     | 0.7 | 2.0 | 6.3  |